# 佳音英語
佳音事業股份有限公司，簡稱：佳音事業機構，又名佳音英語，是台灣的兒童英文文教事業體系；成立於1981年，也是第一家台灣自行研發教材的補習班，早期為佳音兒童合唱團之家教班，由陳平三先生與黃玉珮女士共同創立。於1990年始開放加盟，1997年設立佳音事業股份有限公司從事文教、育樂用品，雜誌、圖書、錄影等出版及服務業務。

## 外部連結
- 佳音事業機構 （页面存档备份，存于）
- 佳音英語-Joy English的Facebook專頁
- YouTube上的佳音英語頻道